# Bill Molenhof
Bill Molenhof (* 2. Januar 1954 in St. Louis) ist ein amerikanischer Jazzmusiker (Vibraphon, Marimbaphon, Komposition).

## Werdegang
Molenhof erhielt zunächst Klavierunterricht durch eine Tante, die als Kirchenmusikerin tätig war. Am Schlagwerk wurde er durch William G. Clark von der St. Louis Symphony unterwiesen, bevor er bei George Gaber an der Indiana University studierte.
1974 begann er als Berufsmusiker zu arbeiten, als er mit Wayne Johnson, Danny Gottlieb und Sängerin Oleta Adams auf Tournee ging. Im Folgejahr lud ihn Gary Burton ein, am Berklee College of Music zu unterrichten; in dieser Zeit trat er mit James Williams und Pat Metheny auf und verfasste seine Kompositionssammlung Music for the Day. 1976 zog er nach New York, wo er Jackie & Roy begleitete. Auch trat er mit Ruby Braff, Hank Roberts, Tim Berne, Zbigniew Namysłowski, Roberto Ottaviano und Keith Copeland auf. Seit 1982 legte er mehrere Alben unter eigenem Namen vor, zuletzt (2016) das Album Jazz Winds of Patagonia mit Gil Goldstein und Jeff Berlin. Seine Komposition Waltz King wurde auch von Alain Huteau/Michel Gastaud aufgenommen.
Seit 1983 lebte er für zwanzig Jahre in Europa, wo er an der Hochschule für Musik Nürnberg lehrte. Er lehrte auch am Ithaca College, der Temple University und der Manhattan School of Music.